# 人工衛星等の打上げ及び人工衛星の管理に関する法律
人工衛星等の打上げ及び人工衛星の管理に関する法律（じんこうえいせいとうのうちあげおよびじんこうえいせいのかんりにかんするほうりつ、平成28年11月16日法律第76号）は、人工衛星の打ち上げとその管理に関する日本の法律である。通称は宇宙活動法。
全8章65条および附則からなる。

## 概要
同法は、人工衛星の打ち上げに対する一定の規制を設け、営利を追求した無謀あるいは悪質な宇宙開発に歯止めをかけるために制定された。
具体的には人工衛星の打ち上げが許可制となり、また事故時の保証体制の確立を義務化し、違反には罰則がある。

## 成立の背景
日本においては宇宙基本法がすでに成立していたが、2010年代後半から人工衛星の打ち上げが激的に増加したため、それに対応する形で制定された。
アメリカ合衆国においては同様の法律が先行して存在しており、日本も追随した形になる。